# Ronde van Frankrijk 2012
De 99e editie van de Ronde van Frankrijk startte op zaterdag 30 juni 2012 in Luik; de ronde eindigde op 22 juli in de Franse hoofdstad Parijs op de Avenue des Champs-Élysées. De Ronde werd gewonnen door de Brit Bradley Wiggins, die daarmee de eerste Britse Tourwinnaar werd.

## Parcours

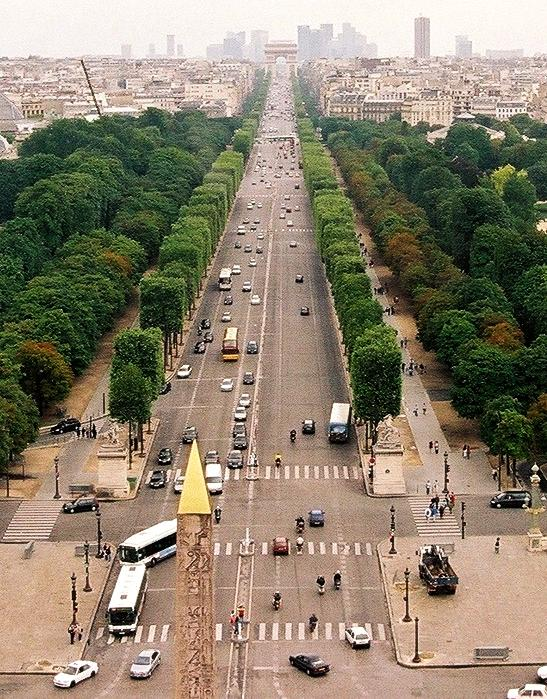
De Avenue des Champs-Élysées in Parijs waar de karavaan is gefinisht op 22 juli 2012

In tegenstelling tot de editie van 2011 begon de editie van 2012 wel met een proloog. Deze werd verreden in het Belgische Luik. Daarna trok het peloton verder door België om vervolgens tijdens de derde etappe Frankrijk binnen te rijden. De eerste week van deze editie was een kansrijke week voor de sprintersploegen. Met een groot aantal vlakke etappes moesten de sprinters het hier gaan maken. In de laatste twee weken waren immers veel minder vlakke etappes voorzien. In de achtste etappe werd er voor de tweede keer in deze ronde het buitenland opgezocht. Deze etappe had als aankomstplaats het Zwitserse Porrentruy. Op de dag voor de eerste rustdag werd de tweede individuele tijdrit van de in totaal drie verreden. De tweede tijdrit van 41,5 kilometer bracht het peloton van Arc-et-Senans naar Besançon.
De tweede week was net als de derde week vooral het terrein voor de klimmers en de klassementsrenners. Het peloton trok in de tweede week door de Alpen en hier probeerden een aantal favorieten hun rol waar te maken. Met een aankomst in het ski-gebied La Toussuire les Sybelles werden deze ritten voor de sprinters een strijd voor het overleven. Voor hen kwam het dan ook erg goed uit als er na de bergen nog een drietal relatief vlakke etappes op het programma staan, gevolgd door de tweede rustdag.
In de laatste en beslissende week van de Ronde van Frankrijk 2012 trok de karavaan door de Pyreneeën en ook hier werden de nodige bergen beklommen. Twee loodzware bergetappes direct na de rustdag en dan weer een vlakke etappe. Dan volgde de laatste individuele tijdrit. Met 52 kilometer was dit de langste tijdrit van de hele ronde. Deze etappe bracht het peloton weer een stuk verder naar Parijs, namelijk van Bonneval naar Chartres. Op de laatste dag reed het peloton traditiegetrouw richting Champs-Élysées.
Het parcours was ten opzichte van de editie van 2011 heel verschillend. Zo werd er in drie weken tijd bijna honderd (96,1) kilometer aan tijdrit afgelegd waardoor de klassementsrijders met een goede tijdrit in de benen, zoals de winnaar van 2011 Cadel Evans, een grote kans maakten. Naast deze tijdrit werd deze editie voornamelijk beslist in de vijf bergetappes die het peloton door de Alpen en Pyreneeën leiden. De overige etappes vormden vooral het strijdperk voor de sprinters, die hier de wedstrijd om de groene trui uitvochten.

## Startlijst

### Deelnemende ploegen
Naast de 18 UCI World Tour ploegen die verplicht mee moesten doen aan de Ronde van Frankrijk, had de organisatie ook nog vier wildcards uitgedeeld aan de continentale ploegen. Een van deze wildcards was terechtgekomen bij de Nederlandse formatie Argos-Shimano. Samen met Rabobank en Vacansoleil-DCM waren er dit jaar dus drie Nederlandse ploegen vertegenwoordigd in de Tour de France. De overige drie wildcards waren uitgedeeld aan de Franse continentale ploegen, namelijk Cofidis, Europcar en Saur-Sojasun.
| 18 UCI World Tour-ploegen | 18 UCI World Tour-ploegen | 18 UCI World Tour-ploegen | 4 wildcards                 |
| ------------------------- | ------------------------- | ------------------------- | --------------------------- |
| AG2R-La Mondiale          | Lampre-ISD                | Sky ProCycling            | Argos-Shimano               |
| Astana Pro Team           | Liquigas-Cannondale       | Team Garmin-Sharp         | Cofidis, le crédit en ligne |
| BMC Racing Team           | Lotto-Belisol             | Team Katjoesja            | Europcar                    |
| Euskaltel-Euskadi         | Omega Pharma-Quick Step   | Team Movistar             | Saur-Sojasun                |
| FDJ-BigMat                | Rabobank                  | Saxo Bank-Tinkoff Bank    |                             |
| Orica-GreenEdge           | RadioShack-Nissan-Trek    | Vacansoleil-DCM           |                             |

### Favorieten
Van de sterke ronderenners was Alberto Contador niet aanwezig vanwege een schorsing, en Andy Schleck door een blessure. Er leken op grond daarvan twee topfavorieten over te zijn: de winnaar van 2011, Cadel Evans, en de Britse wielrenner Bradley Wiggins. Wiggins geldt daarbij als de beste tijdrijder, zodat Evans in de bergen moet proberen te winnen – een omkering ten opzichte van het voorgaande jaar, toen Evans moest strijden tegen rijders (de gebroeders Schleck) die juist minder waren in de tijdrit.

## Verloop

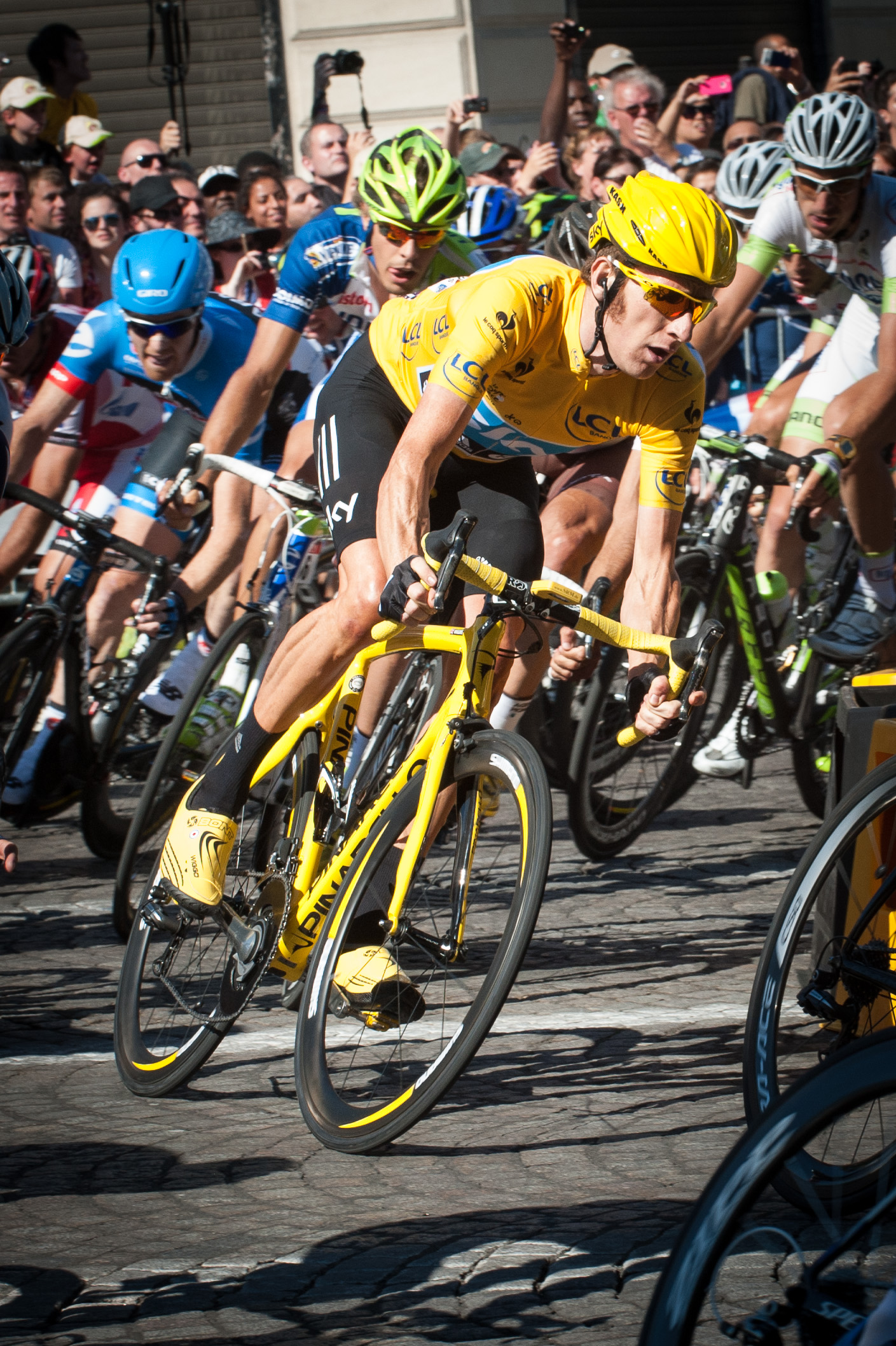
Winnaar Bradley Wiggins

### Strijd om de gele trui
De proloog werd gewonnen door Fabian Cancellara, waardoor hij de eerste zes etappes de gele trui droeg. De Brit Bradley Wiggins nam de gele trui over na de zevende etappe. Tijdens deze etappe, de eerste bergrit van deze Tour, waren het de knechten van Wiggins, Michael Rogers en Chris Froome, die het tempo aangaven. Froome won de rit, en alleen Wiggins, Evans, Nibali en Taaramäe konden hem tot de laatste kilometer volgen. Na deze etappe stond Wiggins al eerste.
In de daaropvolgende rit naar Porrentruy verraste de jongste Tourdeelnemer Thibaut Pinot met winst. Jurgen Van den Broeck, die de dag ervoor materiaalpech had, zorgde met een demarrage dat er een select groepje favorieten overbleef. In de laatste paar kilometer hielden de favorieten een gevecht op het vlakke. Rein Taaramäe verloor tijd; Samuel Sánchez viel uit na een zware valpartij. Robert Gesink verloor meer dan 16 minuten en zou later de Tour verlaten. De tijdrit naar Besançon werd overtuigend gewonnen door Wiggins, die daarmee uitliep op de concurrentie, terwijl zijn eveneens sterk rijdende ploeggenoot Froome oprukte naar de derde plaats achter Evans. Evans en Nibali verloren beiden veel tijd in deze race tegen de klok.
De Italiaan Vincenzo Nibali probeerde zijn achterstand in het klassement terug te winnen tijdens de 10de etappe. Nibali, die bekendstaat als specialist in het afdalen, ging ervandoor op de Col du Grand Colombier en pakte een minuut op de andere favorieten. Team Sky, met ditmaal Richie Porte voorop, haalde Nibali echter weer bij.
In de 11de etappe naar Les Sybelles viel titelverdediger Cadel Evans aanvankelijk zelf aan, maar hij kon het tempo van zijn medevluchter en superknecht Tejay van Garderen niet volgen. Wiggins en zijn ploeg Sky raakten niet in paniek en haalden de Australiër gemakkelijk terug. Daarna was het Evans die moest lossen bij Wiggins en Froome, waardoor Evans in het algemeen klassement zakte naar de vierde plaats. Een opmerkelijk moment in deze etappe was wanneer Froome leek weg te rijden bij zijn kopman Wiggins; Froome leek bergop sterker dan Wiggins, maar omdat ze in hetzelfde team zaten moest Froome zich inhouden en wachten op Wiggins.
Evans verloor definitief het zicht op prolongatie van zijn Tourzege in de 16de etappe; de renner van BMC verloor meer dan vijf minuten en zakte naar de zevende plaats in het eindklassement. Nibali plaatste een aanval op het klassement, maar werd bijgehaald en moest vervolgens ook lossen. Bovendien deed zich in deze etappe opnieuw een moment voor waarbij Froome leek weg te rijden bij Wiggins, maar weer wachtte de in Kenia geboren Engelsman op zijn kopman. Met de beslissende tijdrit nog voor de boeg leidde Wiggins op dat moment soeverein in het algemeen klassement; Froome stond tweede op twee minuten. Nibali stond derde op 2 minuten en 41 seconden en Jurgen Van den Broeck stond vierde op een kleine zes minuten.
Tijdens de tijdrit naar Chartres van 53,5 kilometer toonde Wiggins opnieuw zijn suprematie in de tijdrit; glansrijk en met afstand won hij deze. De topvier van het klassement bleef ongewijzigd, maar Wiggins stond daarna 3:20 voor op Froome en respectievelijk 6 en 10 minuten op Nibali en Van den Broeck. Zodoende won Wiggins dus ogenschijnlijk eenvoudig de Tour de France 2012. Bergop werd het Wiggins alleen lastig gemaakt door nota bene zijn eigen ploeggenoot Froome; nummer 3 Nibali ging een paar keer in de aanval, maar dit bracht geen resultaat. De vooraf voorspelde tweestrijd tussen Evans en Wiggins is er nooit gekomen; Evans eindigde als zevende op ruim een kwartier.

### Overige prijzen
De Slowaak Peter Sagan won namens Liquigas-Cannondale drie etappes en mede daardoor won hij het puntenklassement. Verder eindigde hij in 11 etappes bij de eerste 10 renners. Twee van de drie etappes die Sagan won, hadden een aankomst die licht bergop ging. De andere topsprinters, André Greipel en Mark Cavendish, wonnen beiden ook drie etappes, waarvan Cavendish die op de des Champs Élysées won.
Thomas Voeckler won de bolletjestrui. Fredrik Kessiakoff maakte het Voeckler nog lastig, maar kwam 11 punten tekort. De witte trui werd gewonnen door Tejay van Garderen, die tevens vijfde eindigde in het algemeen klassement. De RadioShack-Nissan-Trekploeg won het ploegenklassement, gevolgd door team Sky van Wiggins en Froome.
Wat etappezeges betreft valt op dat gevestigde namen opnieuw etappes wonnen in deze Tour. David Millar, Luis León Sánchez, Pierrick Fédrigo, Alejandro Valverde en Thomas Voeckler wonnen allen al meerdere etappes in vorige edities van de Tour en wonnen ook nu hun etappe. Voeckler won zelfs twee etappes deze Tour. Pierre Rolland won net zoals in de Tour de France 2011 een bergrit met aankomst bergop.

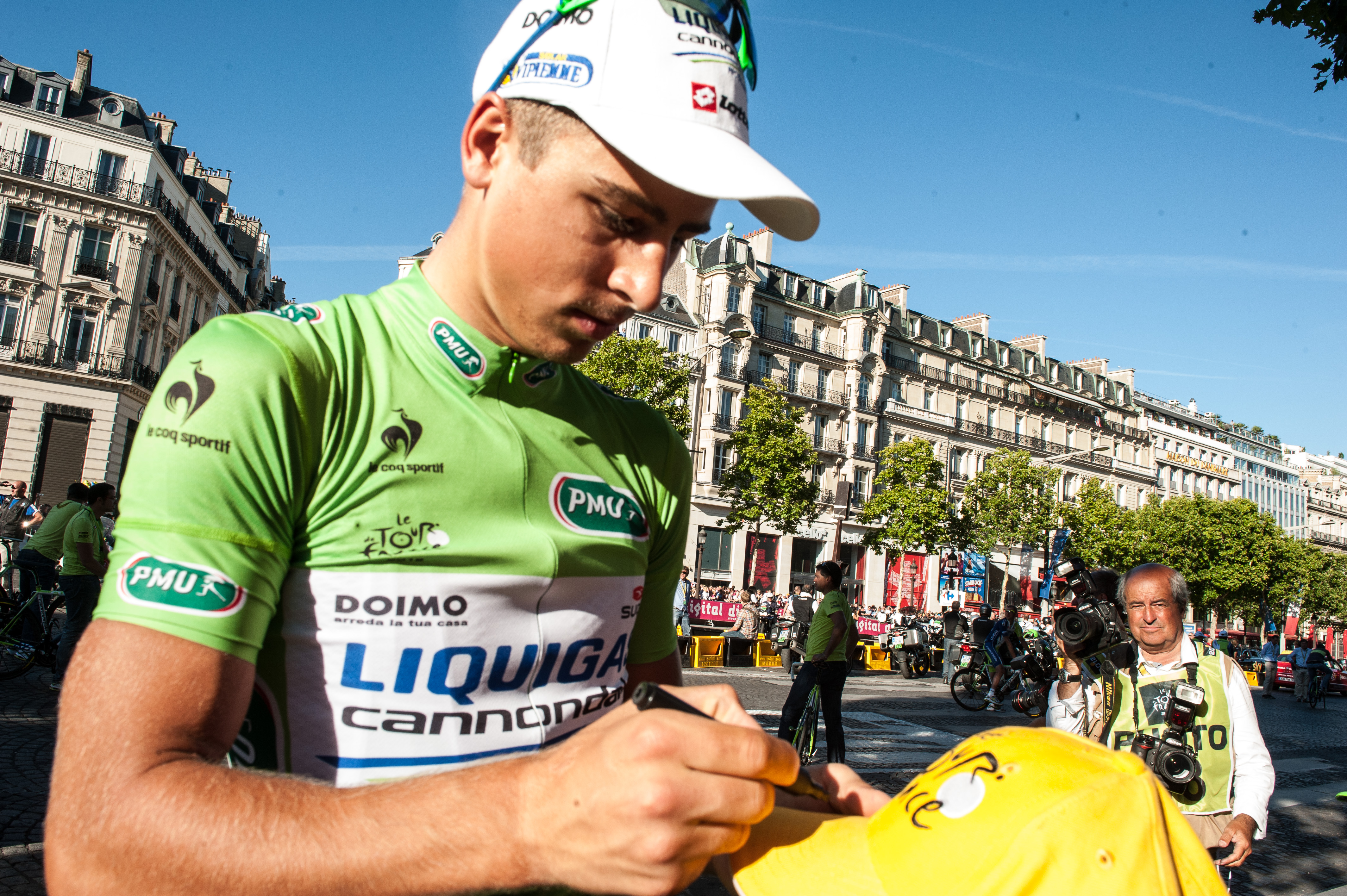
Peter Sagan won het puntenklassement
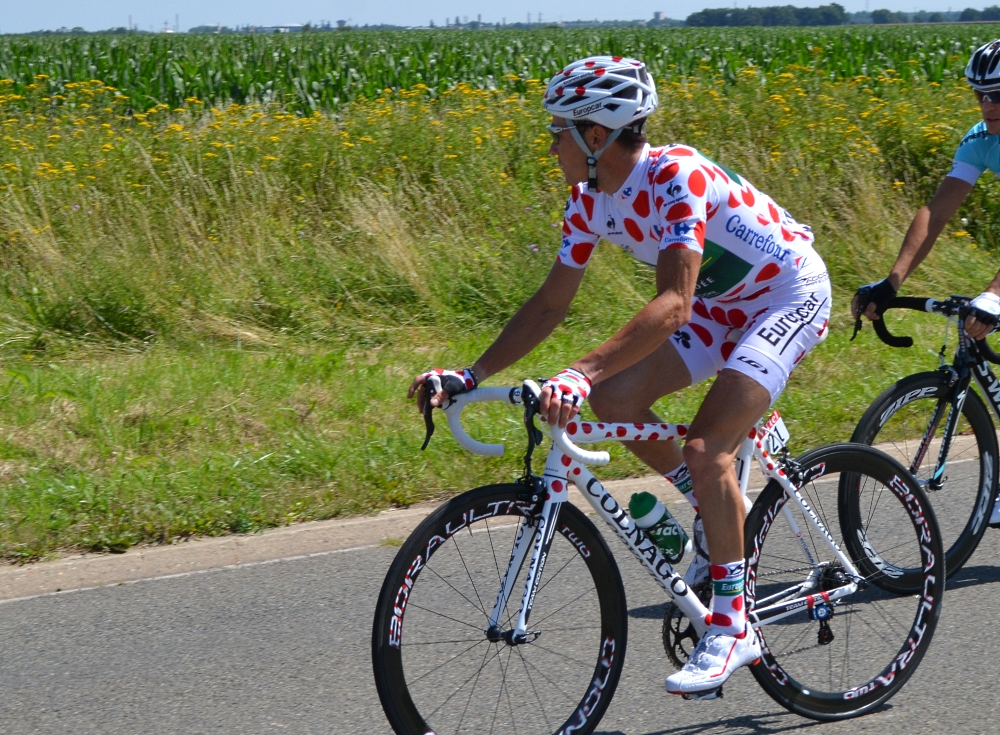
Thomas Voeckler won het bergklassement
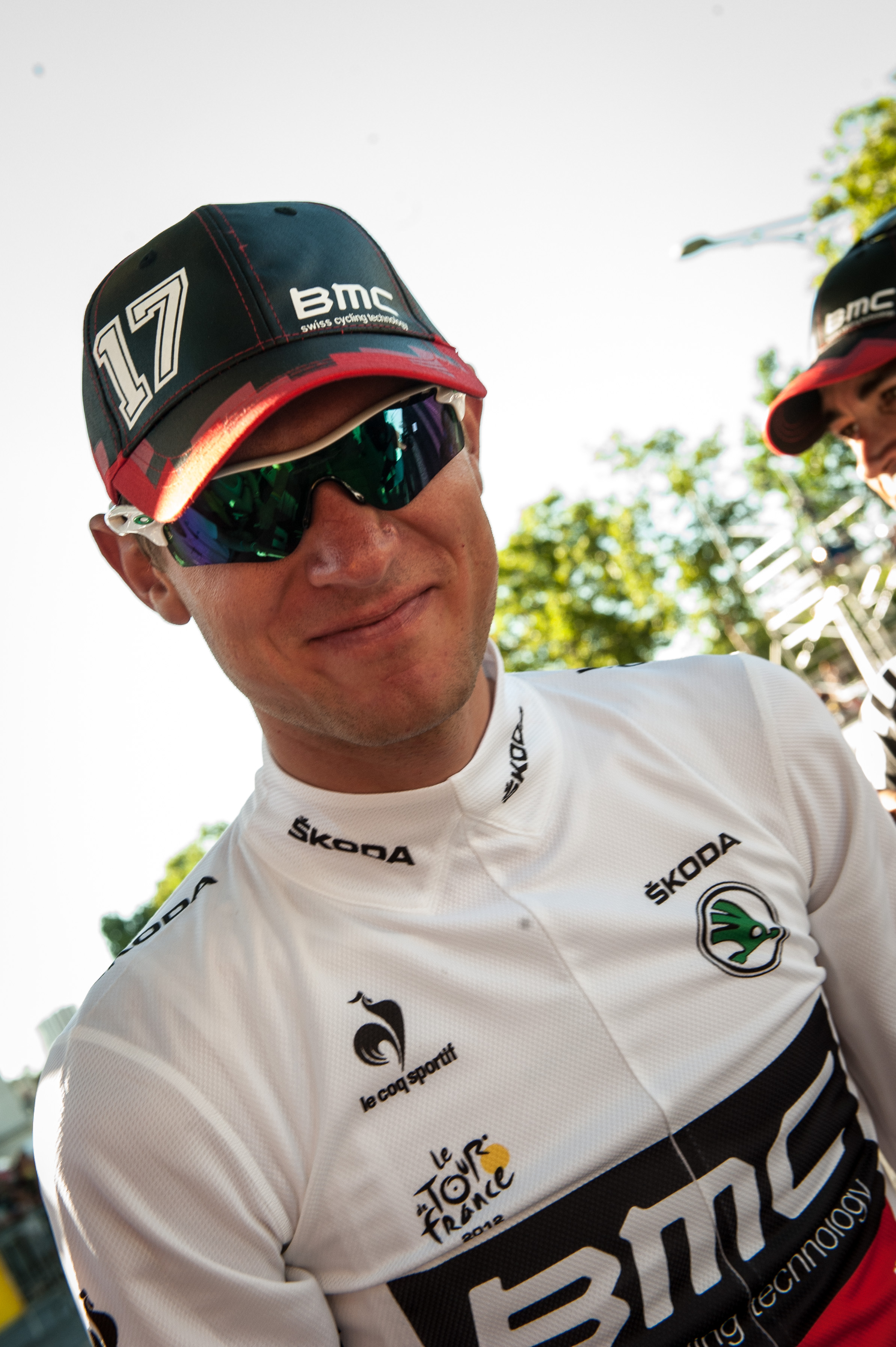
Tejay van Garderen won het jongerenklassement

### Doping
Ook deze Tour werd achtervolgd door dopingperikelen. Rémy Di Grégorio werd op de eerste rustdag aangehouden wegens vermeend dopinggebruik en door zijn ploeg uit de ronde gehaald. Op de tweede rustdag werd de nummer 3 van vorig jaar, Fränk Schleck, positief bevonden op een verboden middel en ook hij verliet de Tour. Schleck zou het vochtafdrijvende middel Xipamide hebben gebruikt; de Luxemburgse renner zelf ontkende dit.

## Etappe-overzicht
| Datum   | Etappe  | Start-Finish                                | Afstand (in kilometers) | Type                | Winnaar            | Ploeg                  | Klassementsleider |         |
| ------- | ------- | ------------------------------------------- | ----------------------- | ------------------- | ------------------ | ---------------------- | ----------------- | ------- |
| 30 juni | Proloog | Luik                                        | 6,4                     | Proloog             | Fabian Cancellara  | RadioShack-Nissan-Trek | Fabian Cancellara |         |
| 1 juli  | 1       | Luik - Seraing                              | 198                     | Vlakke rit          | Peter Sagan        | Liquigas-Cannondale    | Fabian Cancellara |         |
| 2 juli  | 2       | Wezet - Doornik                             | 207                     | Vlakke rit          | Mark Cavendish     | Sky ProCycling         | Fabian Cancellara |         |
| 3 juli  | 3       | Orchies - Boulogne-sur-Mer                  | 197                     | Heuvelrit           | Peter Sagan        | Liquigas-Cannondale    | Fabian Cancellara |         |
| 4 juli  | 4       | Abbeville - Rouen                           | 214                     | Vlakke rit          | André Greipel      | Lotto-Belisol          | Fabian Cancellara |         |
| 5 juli  | 5       | Rouen - Saint-Quentin                       | 197                     | Vlakke rit          | André Greipel      | Lotto-Belisol          | Fabian Cancellara |         |
| 6 juli  | 6       | Épernay - Metz                              | 210                     | Vlakke rit          | Peter Sagan        | Liquigas-Cannondale    | Fabian Cancellara |         |
| 7 juli  | 7       | Tomblaine - La Planche des Belles Filles    | 199                     | Heuvelrit           | Chris Froome       | Sky ProCycling         | Bradley Wiggins   |         |
| 8 juli  | 8       | Belfort - Porrentruy                        | 154                     | Heuvelrit           | Thibaut Pinot      | FDJ-BigMat             | Bradley Wiggins   |         |
| 9 juli  | 9       | Arc-et-Senans - Besançon                    | 41,5                    | Individuele tijdrit | Bradley Wiggins    | Sky ProCycling         | Bradley Wiggins   |         |
| 10 juli | Rustdag | Rustdag                                     | Rustdag                 | Rustdag             | Rustdag            | Rustdag                | Rustdag           | Rustdag |
| 11 juli | 10      | Mâcon - Bellegarde-sur-Valserine            | 194                     | Bergrit             | Thomas Voeckler    | Team Europcar          | Bradley Wiggins   |         |
| 12 juli | 11      | Albertville - La Toussuire-Les Sybelles     | 140                     | Bergrit             | Pierre Rolland     | Team Europcar          | Bradley Wiggins   |         |
| 13 juli | 12      | Saint-Jean-de-Maurienne - Annonay Davézieux | 220                     | Heuvelrit           | David Millar       | Team Garmin-Sharp      | Bradley Wiggins   |         |
| 14 juli | 13      | Saint-Paul-Trois-Châteaux - Le Cap d'Agde   | 215                     | Vlakke rit          | André Greipel      | Lotto-Belisol          | Bradley Wiggins   |         |
| 15 juli | 14      | Limoux - Foix                               | 192                     | Bergrit             | Luis León Sánchez  | Rabobank               | Bradley Wiggins   |         |
| 16 juli | 15      | Samatan - Pau                               | 160                     | Vlakke rit          | Pierrick Fédrigo   | FDJ-BigMat             | Bradley Wiggins   |         |
| 17 juli | Rustdag | Rustdag                                     | Rustdag                 | Rustdag             | Rustdag            | Rustdag                | Rustdag           | Rustdag |
| 18 juli | 16      | Pau - Bagnères-de-Luchon                    | 197                     | Bergrit             | Thomas Voeckler    | Team Europcar          | Bradley Wiggins   |         |
| 19 juli | 17      | Bagnères-de-Luchon - Peyragudes             | 144                     | Bergrit             | Alejandro Valverde | Team Movistar          | Bradley Wiggins   |         |
| 20 juli | 18      | Blagnac - Brive-la-Gaillarde                | 222,5                   | Vlakke rit          | Mark Cavendish     | Sky ProCycling         | Bradley Wiggins   |         |
| 21 juli | 19      | Bonneval - Chartres                         | 53,5                    | Individuele tijdrit | Bradley Wiggins    | Sky ProCycling         | Bradley Wiggins   |         |
| 22 juli | 20      | Rambouillet - Parijs (Champs-Élysées)       | 130                     | Vlakke rit          | Mark Cavendish     | Sky ProCycling         | Bradley Wiggins   |         |

## Klassementsleiders na elke etappe
| Etappe 0       | Algemeen klassement | Puntenklassement  | Bergklassement     | Jongerenklassement | Ploegenklassement      | Strijdlust           |
| -------------- | ------------------- | ----------------- | ------------------ | ------------------ | ---------------------- | -------------------- |
| Proloog        | Fabian Cancellara   | Fabian Cancellara | niet uitgereikt    | Tejay van Garderen | Sky ProCycling         | niet uitgereikt      |
| 1              | Fabian Cancellara   | Fabian Cancellara | Michael Mørkøv     | Tejay van Garderen | Sky ProCycling         | Nicolas Edet         |
| 2              | Fabian Cancellara   | Peter Sagan       | Michael Mørkøv     | Tejay van Garderen | Sky ProCycling         | Anthony Roux         |
| 3              | Fabian Cancellara   | Peter Sagan       | Michael Mørkøv     | Tejay van Garderen | Sky ProCycling         | Michael Mørkøv       |
| 4              | Fabian Cancellara   | Peter Sagan       | Michael Mørkøv     | Tejay van Garderen | Sky ProCycling         | Yukiya Arashiro      |
| 5              | Fabian Cancellara   | Peter Sagan       | Michael Mørkøv     | Tejay van Garderen | Sky ProCycling         | Matthieu Ladagnous   |
| 6              | Fabian Cancellara   | Peter Sagan       | Michael Mørkøv     | Tejay van Garderen | Sky ProCycling         | David Zabriskie      |
| 7              | Bradley Wiggins     | Peter Sagan       | Chris Froome       | Rein Taaramäe      | Sky ProCycling         | Luis León Sánchez    |
| 8              | Bradley Wiggins     | Peter Sagan       | Fredrik Kessiakoff | Rein Taaramäe      | RadioShack-Nissan-Trek | Fredrik Kessiakoff   |
| 9              | Bradley Wiggins     | Peter Sagan       | Fredrik Kessiakoff | Tejay van Garderen | RadioShack-Nissan-Trek | niet uitgereikt      |
| 10             | Bradley Wiggins     | Peter Sagan       | Thomas Voeckler    | Tejay van Garderen | RadioShack-Nissan-Trek | Thomas Voeckler      |
| 11             | Bradley Wiggins     | Peter Sagan       | Fredrik Kessiakoff | Tejay van Garderen | RadioShack-Nissan-Trek | Pierre Rolland       |
| 12             | Bradley Wiggins     | Peter Sagan       | Fredrik Kessiakoff | Tejay van Garderen | RadioShack-Nissan-Trek | Robert Kišerlovski   |
| 13             | Bradley Wiggins     | Peter Sagan       | Fredrik Kessiakoff | Tejay van Garderen | RadioShack-Nissan-Trek | Michael Mørkøv       |
| 14             | Bradley Wiggins     | Peter Sagan       | Fredrik Kessiakoff | Tejay van Garderen | RadioShack-Nissan-Trek | Peter Sagan          |
| 15             | Bradley Wiggins     | Peter Sagan       | Fredrik Kessiakoff | Tejay van Garderen | RadioShack-Nissan-Trek | Nicki Sørensen       |
| 16             | Bradley Wiggins     | Peter Sagan       | Thomas Voeckler    | Tejay van Garderen | RadioShack-Nissan-Trek | Thomas Voeckler      |
| 17             | Bradley Wiggins     | Peter Sagan       | Thomas Voeckler    | Tejay van Garderen | RadioShack-Nissan-Trek | Alejandro Valverde   |
| 18             | Bradley Wiggins     | Peter Sagan       | Thomas Voeckler    | Tejay van Garderen | RadioShack-Nissan-Trek | Aleksandr Vinokoerov |
| 19             | Bradley Wiggins     | Peter Sagan       | Thomas Voeckler    | Tejay van Garderen | RadioShack-Nissan-Trek | niet uitgereikt      |
| 20             | Bradley Wiggins     | Peter Sagan       | Thomas Voeckler    | Tejay van Garderen | RadioShack-Nissan-Trek | niet uitgereikt      |
| Eindklassement | Bradley Wiggins     | Peter Sagan       | Thomas Voeckler    | Tejay van Garderen | RadioShack-Nissan-Trek | Chris Anker Sørensen |

- De groene trui van Fabian Cancellara werd gedurende de eerste etappe gedragen door Bradley Wiggins.
- De groene trui van Fabian Cancellara werd gedurende de tweede etappe gedragen door Peter Sagan.

## Algemeen klassement
| plaats | renner                | land                | ploeg               | tijd      |
| ------ | --------------------- | ------------------- | ------------------- | --------- |
|        | Bradley Wiggins       | Verenigd Koninkrijk | Team Sky            | 87h34'42" |
| 2      | Chris Froome          | Verenigd Koninkrijk | Team Sky            | op 03'21" |
| 3      | Vincenzo Nibali       | Italië              | Liquigas-Cannondale | op 06'19" |
| 4      | Jurgen Van den Broeck | België              | Lotto-Belisol       | op 10'15" |
| 5      | Tejay van Garderen    | Verenigde Staten    | BMC Racing Team     | op 11'04" |
| 6      | Haimar Zubeldia       | Spanje              | RadioShack-Nissan   | op 15'41" |
| 7      | Cadel Evans           | Australië           | BMC Racing Team     | op 15'49" |
| 8      | Pierre Rolland        | Frankrijk           | Team Europcar       | op 16'26" |
| 9      | Janez Brajkovič       | Slovenië            | Astana Pro Team     | op 16'33" |
| 10     | Thibaut Pinot         | Frankrijk           | FDJ                 | op 17'17" |